# Devis Epassy
Devis Epassy, né le 2 février 1993 à Soisy-sous-Montmorency, est un footballeur international camerounais. Il évolue au poste de gardien de but au Dinamo Bucarest.

## Biographie

### En club
Devis Epassy effectue sa formation en Île-de-France, en débutant à l'âge de cinq ans au Red Star, puis en jouant au Paris FC de 2003 à 2008, tout en étant en parallèle au prestigieux centre de l'INF Clairefontaine durant ses deux dernières années au club. À la sortie de l'INF, il rejoint la Bretagne et le Stade rennais. À Rennes, il côtoie notamment dans sa génération Axel Ngando, Dimitri Foulquier, Abdoulaye Doucouré, mais encore Steven Moreira et Tiémoué Bakayoko, âgés d'un an de moins.
À l'été 2013, malgré la volonté de son coach de la réserve, Laurent Huard, il ne parvient pas à décrocher un contrat professionnel et n'est pas conservé par le Stade rennais. Il rejoint au mois d'octobre de la même année un autre club breton, le FC Lorient.
En 2014, il quitte la France pour l'Espagne et le CD Guijuelo, où Epassy réalise des performances convaincantes, et se faisant remarquer par des clubs plus huppés,. Pourtant, à partir de la trêve hivernale, juste après la fin du mercato, le coach ne le fait plus jouer sans explication de sa part ni du club. Après une affaire de salaires impayés, il fait son retour en France.
Il rejoint en septembre 2015 l'US Avranches, où il ne dispute aucun match, barré par la concurrence d'Anthony Beuve. Il rejoint la saison suivante le SAS Épinal, repêché en National à la suite de la déroute administrative du Vendée Luçon, d'Évian Thonon Gaillard et du SR Colmar. Après des débuts compliqués, le club d'un Epassy titulaire occasionnel se reprend mais échoue tout de même à se maintenir.
En 2017, il rejoint le club grec de l'APO Levadiakos, dirigé par José Anigo.
En 2020, il s'engage en faveur du PAS Lamía.
Le 15 juillet 2021, Epassy trouve un accord pour rejoindre l'OFI Crète,  et trois jours plus tard, il rejoint officiellement le club pour deux saisons.
En 2022, et après une saison pleine en Grèce, il va désormais évoluer dans le championnat d'Arabie Saoudite à l'Abha SC.

### En sélection
En juin 2021, il est convoqué pour la première fois en équipe du Cameroun par Toni Conceição. Le 8 juin, il dispute son premier match avec l'équipe du Cameroun face au Nigeria en match amical (0-0). Il participa à sa première compétition internationale lors de la Coupe d'Afrique des nations 2021. 
Le 10 novembre 2022, il est sélectionné par Rigobert Song pour participer à la Coupe du monde 2022.
Le 28 décembre 2023, il est retenu dans la liste des vingt-sept joueurs marocains sélectionnés pour disputer la Coupe d'Afrique des nations 2023.

## Statistiques par saison
| Saison                | Club                  | Championnat           | Championnat | Championnat | Coupe(s) nationale(s) | Coupe(s) nationale(s) | Total | Total |
| Saison                | Club                  | Division              | M.          | B.          | M.                    | B.                    | M.    | B.    |
| 2016-2017             | SAS Épinal            | National              | 13          | 0           | 3                     | 0                     | 16    | 0     |
| 2017-2018             | APO Levadiakos        | Super League          | 26          | 0           | 1                     | 0                     | 27    | 0     |
| 2018-2019             | APO Levadiakos        | Super League          | 9           | 0           | -                     | -                     | 9     | 0     |
| 2019-2020             | APO Levadiakos        | Super League 2        | 1           | 0           | -                     | -                     | 1     | 0     |
| Sous-total            | Sous-total            | Sous-total            | 36          | 0           | 1                     | 0                     | 37    | 0     |
| 2019-2020             | PAS Lamía             | HSL                   | 5           | 0           | -                     | -                     | 5     | 0     |
| 2020-2021             | PAS Lamía             | HSL                   | 27          | 0           | -                     | -                     | 27    | 0     |
| Sous-total            | Sous-total            | Sous-total            | 32          | 0           | -                     | -                     | 32    | 0     |
| 2021-2022             | OFI Crète             | HSL                   | 23          | 0           | -                     | -                     | 23    | 0     |
| 2022-2023             | Abha SC               | SPL                   | 29          | 0           | 2                     | 0                     | 31    | 0     |
| 2023-2024             | Abha SC               | SPL                   | 1           | 0           | -                     | -                     | 1     | 0     |
| Sous-total            | Sous-total            | Sous-total            | 30          | 0           | 2                     | 0                     | 32    | 0     |
| 2024-2025             | Karmiótissa FC        | CSL                   | 32          | 0           | -                     | -                     | 32    | 0     |
| Total sur la carrière | Total sur la carrière | Total sur la carrière | 166         | 0           | 6                     | 0                     | 172   | 0     |

### En sélection nationale
| Saison                | Sélection             | Phases finales        | Phases finales | Phases finales | Éliminatoires | Éliminatoires | Matchs amicaux | Matchs amicaux | Total | Total |
| Saison                | Sélection             | Compétition           | M              | B              | M             | B             | M              | B              | M     | B     |
| --------------------- | --------------------- | --------------------- | -------------- | -------------- | ------------- | ------------- | -------------- | -------------- | ----- | ----- |
| 2020-2021             | Cameroun              | -                     | -              | -              | -             | -             | 1              | 0              | 1     | 0     |
| 2021-2022             | Cameroun              | CAN 2021              | 0              | 0              | 4             | 0             | -              | -              | 4     | 0     |
| 2022-2023             | Cameroun              | Coupe du monde 2022   | 2              | 0              | 2             | 0             | 3              | 0              | 7     | 0     |
| 2023-2024             | Cameroun              | CAN 2023              | 0              | 0              | -             | -             | -              | -              | 0     | 0     |
| 2024-2025             | Cameroun              | -                     | -              | -              | -             | -             | 1              | 0              | 1     | 0     |
| Total sur la carrière | Total sur la carrière | Total sur la carrière | 2              | 0              | 6             | 0             | 2              | 0              | 10    | 0     |